# Vondelparkpaviljoen
Il Vondelparkpaviljoen (dall'olandese: Padiglione del Vondelpark) è un palazzo del Vondelpark di Amsterdam, nei Paesi Bassi.
Dal 1º novembre 1996 è considerato Rijksmonument con numero seriale 504833.
Venne costruito in stile neorinascimentale tra il 1874 e il 1881 secondo il progetto di Willem Hamer jr. al posto di uno chalet in legno che era stato progettato da Louis Paul Zocher. Il Vondelparkpaviljon ha ospitato tra il 1972 e il 2009 il Nederlands Filmmuseum (il "museo del cinema dei Paesi Bassi") dell'EYE Film Instituut Nederland, museo che attira oltre 150.000 visitatori l'anno e nelle cui due sale vengono proiettati oltre 1.000 film l'anno. Vi si trova anche una biblioteca e una collezione di locandine e vi vengono anche organizzati dibattiti, esposizioni, letture, ecc.
L'ingresso al museo, che dal 2009 avrà una nuova sede, si trovava nella Vondelstraat, vicino alla Vondelkerk. L'edificio del Vondelparkpaviljoen, che ospita anche una cantina con bar-ristorante, è stato completamente restaurato nel 1991.